# The Casting of Frank Stone
The Casting of Frank Stone (с англ. — «Кастинг Фрэнка Стоуна») — компьютерная игра в жанрах интерактивного фильма/драмы и survival horror, разработанная британской студией Supermassive Games и изданная Behaviour Interective. Релиз игры состоялся 3 сентября 2024 года для платформ Windows, PlayStation 5, Xbox Series X/S. Действие игры происходит во вселенной компьютерной игры Dead by Daylight.

## Игровой процесс
Действие игры происходит летом 1980 года в городе Сидар-Хиллз, штат Орегон. Главными героями выступают четыре молодых начинающих кинематографиста, которые собираются снять фильм ужасов на заброшенном сталелитейном заводе. 
Как и в предыдущих играх Supermassive Games, таких как игры серии The Dark Pictures, The Casting of Frank Stone включает в себя нелинейность сюжета, головоломки и quick time events (QTE). Старший руководитель группы копирайтинга Behaviour Interactive Джастин Фрагапейн в PlayStation Blog отметил: «Каждое решение, которое вы принимаете, влияет на сценарий - и может стать единственным, что стоит между жизнью и смертью для группы этих молодых друзей». Также по ходу прохождения игры, игрокам нужно собирать подсказки, чтобы узнать больше о Сидар-Хиллз.

## Рецензии и оценки
| Сводный рейтинг       | Сводный рейтинг          |
| Агрегатор             | Оценка                   |
| --------------------- | ------------------------ |
| Metacritic            | (PC) 69/100 (PS5) 68/100 |
| OpenCritic            | 68/100 (38%)             |
| «Критиканство»        | 61/100                   |
| Иноязычные издания    |                          |
| Издание               | Оценка                   |
| Hardcore Gamer        | 3/5                      |
| IGN                   | 5/10                     |
| Push Square           | [ 12 ]                   |
| Shacknews             | 7/10                     |
| VG247                 | [ 14 ]                   |
| Русскоязычные издания |                          |
| Издание               | Оценка                   |
| GameMAG.ru            | 6/10                     |
| PlayGround.ru         | 6,0/10                   |
| Riot Pixels           | 55/100                   |
| StopGame.ru           | «Мусор»                  |
| «НИМ»                 | 6,4/10                   |

На агрегаторе рецензий Metacritic The Casting of Frank Stone получила «смешанные или средние» отзывы для версий на PlayStation 5 и Windows. На OpenCritic игра получила среднюю оценку рецензентов 68/100, 38% критиков рекомендуют игру к прохождению.